# Odontanthias elizabethae
Odontanthias elizabethae är en fiskart som beskrevs av Fowler 1923. Odontanthias elizabethae ingår i släktet Odontanthias och familjen havsabborrfiskar. Inga underarter finns listade i Catalogue of Life.